# Чума на обидва ваші дома!
Чума на обидва ваші дома! (англ. A plague on both your houses) — крилата фраза з трагедії «Ромео і Джульєтта» Вільяма Шекспіра. Вислів використовується для висловлення роздратування та іронії з приводу конфлікту або сварки двох сторін . Вважається однією з найвідоміших крилатих фраз, що належать Шекспіру.

## Контекст
Фраза звучить у 3-му акті 1-ї сцени трагедії.
Тібальт з клану Капулетті, двоюрідний брат Джульєтти, б'ється на шпагах з Меркуціо, другом Ромео з клану Монтеккі. Ромео та Бенволіо намагаються розборонити супротивників, Меркуціо відволікається, не бачить суперника, і з-під руки Ромео Тибальт завдає смертельної рани Меркуціо.
Відчуваючи наближення смерті, Меркуціо вигукує:
|  | МЕРКУЦІО: Чума, чума на ваші дві родини! Зробили з мене харч для хробаків! Загинув я!.. Чума на вас, чума!Оригінальний текст (англ.) MERCUTIO: A plague o' both your houses! They have made worms' meat of me: I have it, And soundly too: your houses! |

Меркуціо, вмираючи, повторює цю фразу («A plague o' both your houses!») тричі. І це трискладове передсмертне прокляття, відправлене домам Монтеккі та Капулетті, здійснюється майже буквально. Заради випадковості — чумного карантину, наложеного міською вартою на монаха Джованні, — останній не зміг доставити листа, сповіщаючого вигнаного Ромео про те, що Джульєтта не мертва, а спить. У результаті як Ромео, так і Джульєтта загинули.

## Варіанти оригінальної фрази
У першому друкарському виданні «Ромео і Джульєтти» (так зване «перше кварто» або «погане кварто», опубліковане в 1597 році) Меркуціо кликав на будинки Монтеккі та Капулетті сифіліс (poxe), а не чуму (plague).
Також існують обгрунтовані сумніви, що в ранніх виданнях згадувався саме сифіліс. Шекспір, можливо, під словом poxe міг мати на увазі не сифіліс, а віспу. У шекспірівські часи сифіліс та віспа не обов'язково були смертельними захворюваннями, і, отже, Шекспір міг замінити спочатку більш м'яке прокляття на більш радикальне.

## Варіанти українського перекладу
У поетичних перекладах українських перекладачів фраза дещо різниться. Нижче хронологічно наведені переклади крилатої фрази:
- «О, прокляттє вам»[прим. 1] — переклад Пантелеймона Куліша[8].
- «Чума обом домам!»[прим. 2] — переклад Василя Мисика, 1932 рік.[9][10][11]
- «Чума на ваші доми!» — переклад Абрама Гозенпуда, 1937 рік[12].
- «Чума, чума на ваші дві родини!»[прим. 3] — переклад Ірини Стешенко, 1952 рік[13].
- «Чума на вас»  — переклад Юрія Андруховича, 2016 рік[14].

## У культурі
- 1994 року російський драматург Григорій Горін написав п'єсу «Чума на обидва ваші дома!», сюжет якої є продовженням п'єси Шекспіра «Ромео і Джульєтта»[15].
- «Чума на обидва ваші доми» (англ. «A Plague on Both Your Houses») — детектив британської письменниці Сюзани Грегорі[en], виданий у 1996 році[16].